# Scydmaeninae
Scydmaeninae zijn een onderfamilie uit de familie van de kortschildkevers (Staphylinidae). 

## Taxonomie
De volgende taxa zijn bij de onderfamilie ingedeeld:
- Supertribus  † Hapsomelitae Poinar and Brown, 2004
- Supertribus Mastigitae Fleming, 1821
  - Tribus Clidicini Casey, 1897
  - Tribus Leptomastacini Casey, 1897
  - Tribus Mastigini Fleming, 1821
- Supertribus Scydmaenitae Leach, 1815
  - Tribus Cephenniini Reitter, 1882
  - Tribus Chevrolatiini Reitter, 1882
    - Geslacht Chevrolatia Jacquelin du Val, 1850[4]

  - Tribus Cyrtoscydmini Schaufuss, 1889
  - Tribus Eutheiini Casey, 1897
    - Geslacht  † Archeutheia
    - Geslacht Eutheia
    - Geslacht Euthiconus
    - Geslacht Euthiopsis
    - Geslacht Paeneutheia
    - Geslacht Paraneseuthia
    - Geslacht Veraphis
    - Geslacht  † Vertheia

  - Tribus Glandulariini
    - Geslacht Afroeudesis
    - Geslacht Alloraphes
    - Geslacht Amimoscydmus
    - Geslacht Anhoraeomorphus
    - Geslacht Archiconnus
    - Geslacht Austrostenichnus
    - Geslacht Bellendenker
    - Geslacht Brachycepsis
    - Geslacht Catalinus
    - Geslacht  † Cenomaniola
    - Geslacht Delius
    - Geslacht Elacatophora
    - Geslacht Euconnomorphus
    - Geslacht Euconnus
    - Geslacht  † Glaesoconnus
    - Geslacht Heteroscydmus
    - Geslacht Himaloconnus
    - Geslacht Homoconnus
    - Geslacht Horaeomorphus
    - Geslacht  † Hyperstenichnus
    - Geslacht Kangarooconnus
    - Geslacht Leascydmus
    - Geslacht Leptocharis
    - Geslacht Leptoderoides
    - Geslacht Loeblites
    - Geslacht Lophioderus
    - Geslacht Madagaphes
    - Geslacht Madagassoconnus
    - Geslacht Magellanoconnus
    - Geslacht Meridaphes
    - Geslacht Mexiconnus
    - Geslacht Microraphes
    - Geslacht Microscydmus
    - Geslacht Mimoscydmus
    - Geslacht Napochomorphus
    - Geslacht Napoconnus
    - Geslacht Neladius
    - Geslacht Neuraphanax
    - Geslacht Neuraphes
    - Geslacht Neuraphoconnus
    - Geslacht Neuraphomorphus
    - Geslacht Noctophus
    - Geslacht  † Nuegua
    - Geslacht Obesoconnus
    - Geslacht Oneila
    - Geslacht Oreoeudesis
    - Geslacht Palaeoscydmaenus
    - Geslacht Parapseudoconnus
    - Geslacht Parascydmus
    - Geslacht Penicillidmus
    - Geslacht Perumicrus
    - Geslacht Plaumanniola
    - Geslacht Protandroconnus
    - Geslacht Protoconnus
    - Geslacht Psepharobius
    - Geslacht Pseudoraphes
    - Geslacht  † Rovnoscydmus
    - Geslacht Rutaraphes
    - Geslacht Schuelkelia
    - Geslacht Sciacharis
    - Geslacht Sciacharoides
    - Geslacht Scydmaenilla
    - Geslacht Scydmaenozila
    - Geslacht Scydmepitoxis
    - Geslacht  † Scydmobisetia
    - Geslacht Scydmoraphes
    - Geslacht Siamites Franz, 1989[5]
    - Geslacht Spinosciacharis
    - Geslacht Stenichnaphes
    - Geslacht Stenichnoconnus
    - Geslacht Stenichnodes
    - Geslacht Stenichnoteras
    - Geslacht Stenichnus
    - Geslacht Syndicus
    - Geslacht Taphroscydmus
    - Geslacht Venezolanoconnus
    - Geslacht Zeanichnus

  - Tribus Leptoscydmini Casey, 1897
  - Tribus Plaumanniolini Costa Lima, 1962
  - Tribus Scydmaenini Leach, 1815